# Township de Woodville (Nebraska)
Pour les articles homonymes, voir Woodville.
Le Township de Woodville est un township du comté de Platte, dans l'État du Nebraska.

## Géographie
D'après le bureau du recensement des États-Unis, sa superficie est de 91,64 km2.

### Démographie
Au recensement de 2000, la population était de 194 habitants.

## Source
- (en) Cet article est partiellement ou en totalité issu de l’article de Wikipédia en anglais intitulé « Woodville Township, Platte County, Nebraska » (voir la liste des auteurs).